# Granita
Granita (phát âm [ɡraˈniːta]; trong tiếng Ý cũng có nghĩa là granita siciliana [ɡraˈniːta sitʃiˈljaːna]) là một món tráng miệng bán đông lạnh được làm từ đường, nước và các loại hương liệu khác nhau. Ban đầu xuất phát từ Sicilia, món này hiện diện trên khắp nước Ý dưới nhiều hình thức khác nhau. Các thành phần hương liệu thông thường và truyền thống bao gồm nước chanh, cam quýt, hoa nhài, cà phê, hạnh nhân, bạc hà, và khi vào mùa dâu rừng và dâu tằm đen.
Granita vốn có liên quan đến sorbet và kem Ý; thế nhưng ở hầu hết vùng Sicilia, món này sở hữu kết cấu mịn hơn, kết tinh hơn. Nhà văn chuyên về ẩm thực Jeffrey Steingarten nói rằng "kết cấu mong muốn có vẻ khác nhau giữa các thành phố" trên đảo; ở bờ biển phía tây và ở Palermo có mức cao nhất, và ở phía đông thì kết cấu của món này gần bóng láng y như sorbet.
Đây phần lớn là kết quả của những kỹ thuật đông lạnh khác nhau: loại mịn hơn được sản xuất trong máy làm gelato, trong khi loại thô hơn được đông lạnh chỉ thỉnh thoảng khuấy đều rồi đem cạo hoặc bào sơ để tạo ra các tinh thể tách rời. Mặc dù kết cấu của món này thay đổi từ thô đến mịn, nhưng luôn khác với kem ở chỗ là kem đặc hơn và so với sorbet thì có phần nhỏ hơn; điều này làm cho granita trở nên khác biệt và độc đáo.